# Triterpenoïde

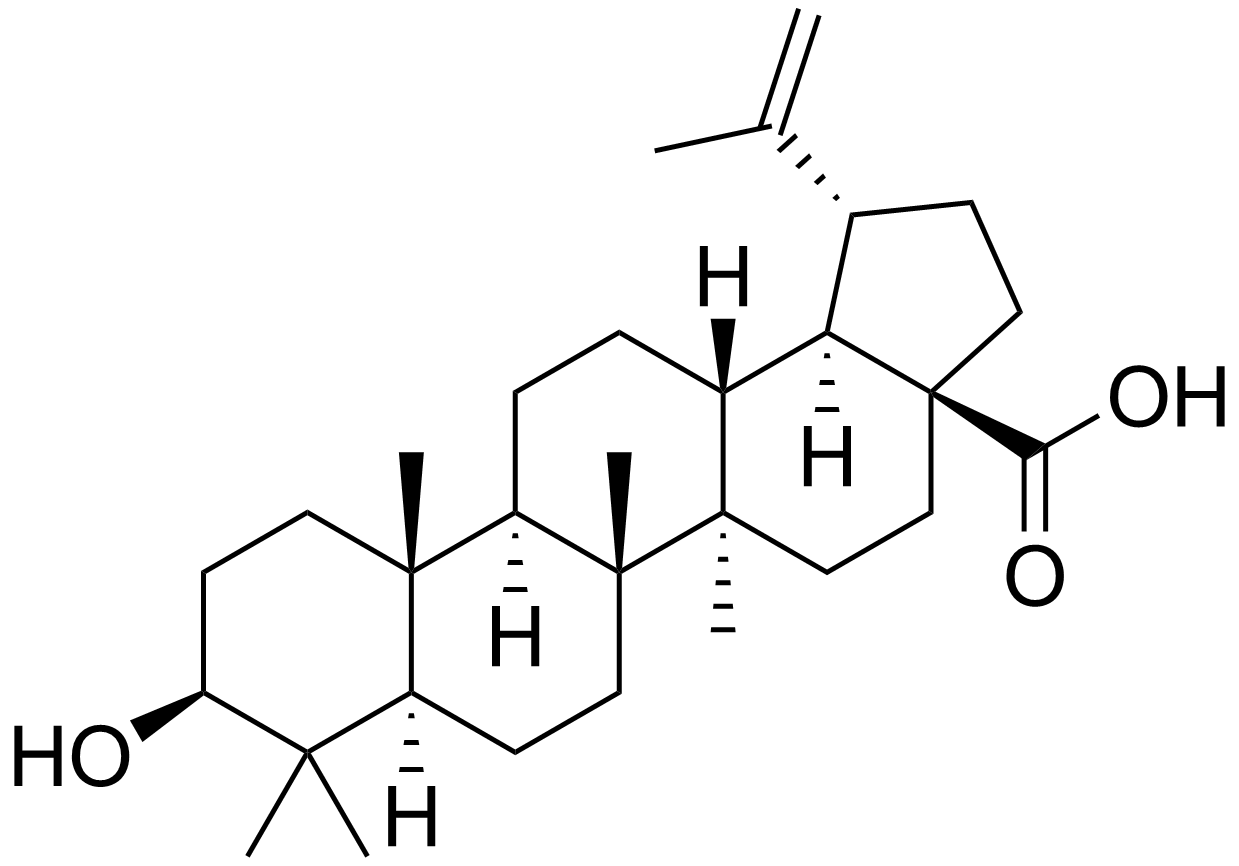
Betulinezuur, een triterpenoïde

Een triterpenoïde is een organische verbinding die is afgeleid van een triterpeen. Het gaat hierbij om een terpenoïde, wat betekent dat er verschillende functionele groepen zijn toegevoegd aan de koolwaterstof-structuur van het triterpeen. Verschillende triterpenoïden worden aangemaakt door planten en hebben een geneeskrachtige werking. Belangrijke voorbeelden van triterpenoïden zijn de steroïden en de limonoïden.